# Lewis R. Morris

Lewis R. Morris

Lewis Richard Morris (* 2. November 1760 in Scarsdale, Provinz New York; † 29. Dezember 1825 in Springfield, Vermont) war ein US-amerikanischer Politiker. Zwischen 1797 und 1803 vertrat er den zweiten Wahlbezirk des Bundesstaates Vermont im US-Repräsentantenhaus.

## Werdegang
Lewis R. Morris war ein Neffe von Gouverneur Morris (1752–1816), der zwischen 1800 und 1803 den Staat New York im US-Senat vertrat. Ein anderer Onkel war Lewis Morris (1726–1798), der für New York im Kontinentalkongress saß.
Der jüngere Lewis Morris besuchte die öffentlichen Schulen seiner Heimat und zog dann nach Springfield in Vermont. Zwischen 1781 und 1783, also noch vor dem Beitritt dieses Staates zu den Vereinigten Staaten, war er für den Staat Vermont für außenpolitische Fragen zuständig. Im Jahr 1785 war er im Stadtrat von Springfield und von 1786 bis 1787 war er Steuerbeauftragter von Vermont. Danach amtierte er von 1789 bis 1796 als Protokollführer am Bezirksgericht im Windsor County. Anschließend war er bis 1801 Richter am selben Gericht, was auf ein früheres Jurastudium schließen lässt. Zwischenzeitlich war er in den Jahren 1790 und 1791 auch als Protokollist im Repräsentantenhaus von Vermont tätig. Nach dem Beitritt Vermonts zur Union, wurde Morris am 4. März 1791 von Präsident George Washington zum ersten US Marshal für Vermont ernannt. Dieses Amt bekleidete er bis 1794.
Morris wurde Mitglied der von Alexander Hamilton gegründeten Föderalistischen Partei. Er war Mitglied der Versammlung, die für Vermont die Verfassung der Vereinigten Staaten ratifizierte, sowie Sekretär auf einer 1793 stattfindenden Versammlung zur Überarbeitung der Verfassung von Vermont. Morris gehörte bis 1817 auch der Miliz von Vermont an, in der er bis zum Generalmajor aufstieg. Zwischen 1795 und 1797 war er Abgeordneter im Repräsentantenhaus seines Staates und auch Speaker dieser Kammer.
Als der 1796 gewählte Abgeordnete Daniel Buck seinen Sitz im Kongress nicht antrat, kam es in Vermont zu Nachwahlen, die Morris gewann. Damit konnte er am 22. Mai 1797 seinen Sitz im US-Repräsentantenhaus einnehmen. Nachdem er bei den regulären Kongresswahlen der Jahre 1798 und 1800 jeweils in seinem Amt bestätigt wurde, konnte Morris bis zum 3. März 1803 im Kongress verbleiben. Nach seiner Zeit im US-Repräsentantenhaus war er zwischen 1803 und 1808 nochmals Abgeordneter im Repräsentantenhaus von Vermont, wo er als Präsident amtierte. Danach zog er sich in den Ruhestand zurück. Lewis Morris starb im Dezember 1825 in Springfield und wurde in Charlestown (New Hampshire) beigesetzt.